# 4802 Khatchaturian
4802 Khatchaturian eller 1989 UA7 är en asteroid i huvudbältet som upptäcktes den 23 oktober 1989 av den tyske astronomen Freimut Börngen vid Tautenburg-observatoriet. Den är uppkallad efter kompositören Aram Chatjaturjan.
Asteroiden har en diameter på ungefär två kilometer.